# Federica
Federica  è un nome proprio di persona italiano femminile.

## Varianti
- Ipocoristici: Fede, Chica, Chicca
- Maschili: Federico

### Varianti in altre lingue
- Catalano: Frederica
- Ceco: Bedřiška
- Danese: Frederikke[2]
  - Ipocoristici: Rikke[2]
- Finlandese: Fredrika[2]
  - Ipocoristici: Riika[2], Riikka[2]
- Francese: Frédérique[2]
- Inglese: Frederica[2]
  - Ipocoristici: Rica[2]
- Islandese: Friðrika[2]
- Norvegese (bokmål): Frederike
- Latino: Friderica
- Olandese: Frederika
- Polacco: Fryderyka[2]
- Portoghese: Frederica[2]
- Rumeno: Frederica
- Sloveno: Frederika
- Spagnolo: Federica
- Svedese: Fredrika[2]
  - Ipocoristici: Rika[2]
- Tedesco: Friederike[2]
  - Ipocoristici: Frieda[2], Fritzi[2], Rike[2]
- Ungherese: Frida

## Origine e diffusione
Si tratta della forma femminile del nome Federico, composto dagli elementi germanici frid ("pace") e ric ("sovrano", "signore", "potente")
Il nome è stato fra i più diffusi in assoluto negli anni '80, largamente diffuso anche negli anni '70 e '90, fino all'inizio del 2000 quando era al settimo posto tra i nomi più usati per le neonate dell'anno; da allora la sua popolarità ha subito una costante discesa e dal 2014 il nome non compare più fra i 50 più usati in Italia.

## Onomastico
Il nome è adespota, cioè privo di sante così chiamate. L'onomastico si può festeggiare il 1º novembre, ricorrenza di Ognissanti, oppure in coincidenza con quello maschile il 18 luglio.

## Persone

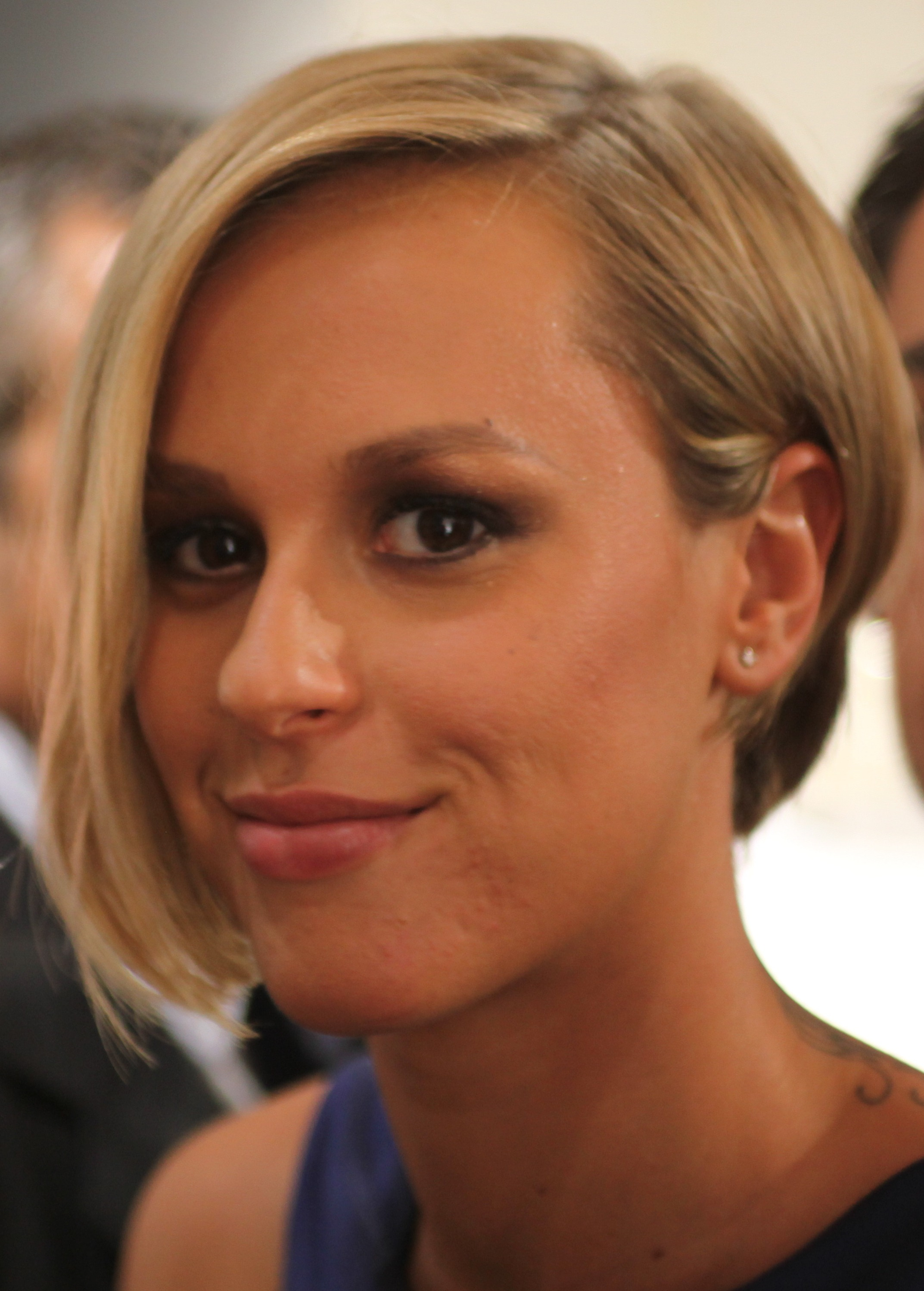
Federica Pellegrini

- Federica Brignone, sciatrice alpina italiana
- Federica Carta, cantautrice italiana
- Federica De Bortoli, attrice e doppiatrice italiana
- Federica Felini, modella, cantante e personaggio televisivo italiano
- Federica Guidi, imprenditrice italiana
- Federica Moro, attrice e modella italiana
- Federica Panicucci, conduttrice televisiva, conduttrice radiofonica e attrice italiana
- Federica Pellegrini, nuotatrice italiana
- Federica Sciarelli, giornalista e conduttrice televisiva italiana

### Variante Frederica

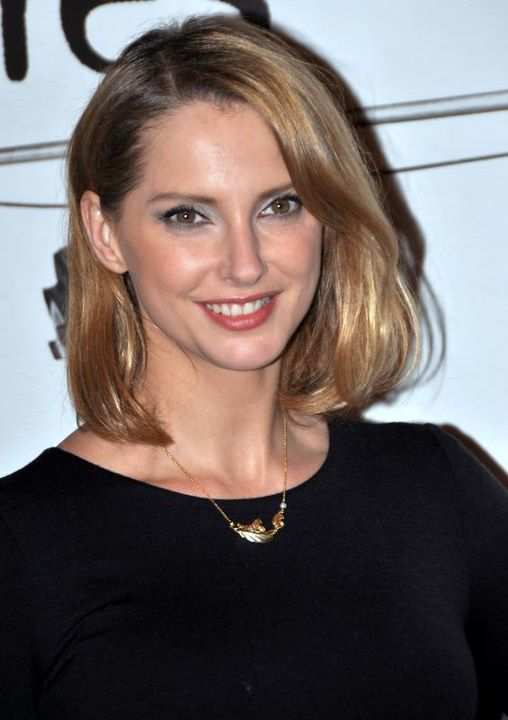
Frédérique Bel

- Frederica Sagor Maas, saggista, drammaturga e sceneggiatrice statunitense
- Frederica von Stade, mezzosoprano statunitense
- Frederica Wilson, politica statunitense

### Variante Frédérique
- Frédérique Bangué, atleta e giornalista francese
- Frédérique Bel, attrice francese
- Frédérique Leroy, modella francese
- Frédérique van der Wal, modella, attrice e imprenditrice olandese

### Altre varianti

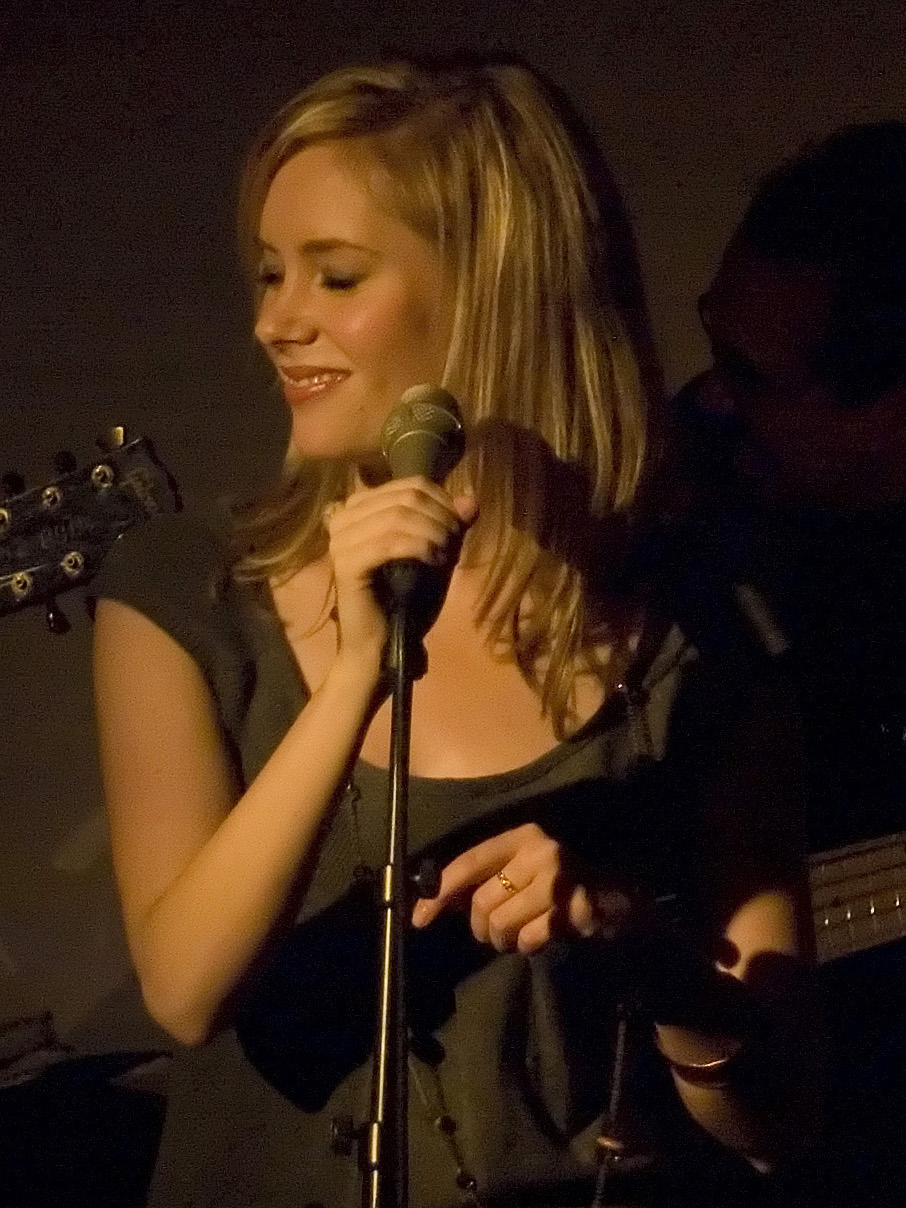
Fredrika Stahl

- Frederikke Dannemand, amante di Federico VI di Danimarca
- Nina-Friederike Gnädig, attrice tedesca
- Riikka Lehtonen, pallavolista finlandese
- Friederike Caroline Neuber, attrice teatrale tedesca
- Riikka Sarasoja, fondista finlandese
- Riikka Sirviö, fondista finlandese
- Fredrika Stahl, cantautrice svedese
- Frederika van der Goes, nuotatrice sudafricana
- Friederike von Alvensleben, attrice teatrale, drammaturga e librettista tedesca

## Il nome nelle arti
- Federica è una canzone di Paolo Meneguzzi
- Federica è una canzone dei rapper romani Flaminio Maphia
- Federica è la ragazza protagonista della canzone Maledette malelingue di Ivan Graziani
- Federica duchessa d'Ostheim è un personaggio dell'opera lirica di Giuseppe Verdi Luisa Miller.
- Federica Palladini è un personaggio della soap opera Un posto al sole.
- Federica Benedetti è un personaggio del film del 1982 In viaggio con papà, diretto da Alberto Sordi.
- Federica Polidori è un personaggio del film del 1988 Compagni di scuola, diretto da Carlo Verdone.
- Federica Pescatore è la protagonista femminile del film del 1998 Incontri proibiti, diretto da Alberto Sordi.
- Frederica Potter è un personaggio di diversi romanzi di Antonia Susan Byatt.
- Federica è un album di Federica Carta.